# Adelaida del Vasto
Adelaida del Vasto o Adelàsia del Vasto (Piemont, 1074 – Patti, 16 d'abril de 1118) va ser la tercera esposa de Roger I de Sicília i la mare de Roger II de Sicília.

## Biografia
Adelàsia del Vasto (o Adelaida del Vasto) era la filla de l'aleràmic Manfred, germà de Bonifaci del Vasto, marquès de Savona o de Ligúria occidental. El 1089 es va casar a Mileto, a Calàbria, al gran comte normand Roger (Roger I de Sicília), segellant així una aliança entre els aleramici i els normands. Adelasia va arribar al port de Messina amb un gran desplegament de vaixells que portaven el seu dot i la seva considerable escorta i seguici des del Piemont, que l'havien seguit per establir-se a l'illa, a la part central-oriental. Va ser la primera avantguarda d'una flux migratori massiu afavorit afavorir durant dècades fins al segle xiii, sent testimoni de l'existència d'algunes illes lingüístiques d'idioma no natiu al centre de Sicília, anomenades "colònies llombardes" on es parla un antic dialecte galo-itàlic.
Després de la mort del seu marit, Adelàsia es va convertir en regent del comtat de Sicília fins a la majoria d'edat del fill Roger II (del 1101 al 1112). Durant el període de la regència es va envoltar d'assessors de la seva terra d'origen, entre ells el seu germà Enric del Vasto (que s'havia casat amb Flandina d'Hauteville o Altavilla, una filla del seu marit). També es coneix un conseller de nom Cristòbul, de possible origen romà d'Orient o àrab.
El 1113 es va casar amb Balduí de Bologne, fill segon de comte de Boulogne, que fou el comte Balduí I d'Edessa i després el rei Balduí I de Jerusalem i es va convertir en reina consort de Jerusalem. Repudiada per motius polítics el 1117, va tornar a Sicília, i es va retirar a la ciutat de Patti, on va morir el 16 d'abril de l'any següent. Les seves restes van ser enterrats a la catedral de Patti, on encara es pot admirar la tomba d'estil renaixentista.

## Matrimoni i descendència
Adelasia del Vast es va casar el 1087 amb Roger I de Sicília, del qual va ser la tercera (i darrera) esposa, i amb qui va tenir quatre fills: 
- Simó (1093 - 1105), comte de Sicília;
- Matilde d'Altavilla, que es va casar amb Rainulf Alife;
- Roger (1095 - 1154), futur rei de Sicília, successor del seu pare;
- Maximil·la (+ després de 1137), que es va casar amb Hildebrand Aldobrandeschi

El 1113 es va casar Balduí I de Jerusalem, del que no va tenir fills (el matrimoni va ser anul·lat el 1117) 

## La disputa sobre l'origen familiar
Els seus orígens familiars han estat objecte de molta controvèrsia entre els estudiosos de les genealogies. Ja el normand Orderic Vitalis la va esmentar per error com filia Bonefacii Liguris. Els historiadors, però, donen crèdit a Godofreu Malaterra, biògraf oficial del comte Roger d'Hauteville, que la defineix com: neptem Bonifacii, famosissimi Italorum marchionis, filiam videlicet fratris eius. D'acord amb la Crònica Siciliana, Adelàsia hauria estat desposseïda dels seus béns pel seu oncle i s'hauria refugiat a Sicília. No obstant la història del rei (de fet comte), que es casa amb una pobre orfe, podria ser llegendària. Sembla més probable que després de la mort 1079 de Manfred de Vasto, el pare de Adelasia, i germà d'Anselm, també mort, Bonifaci del Vasto s'hagués convertit en el tutor d'Adelàsia i hagués arreglat el matrimoni amb Roger el 1089 (i per aquesta gestió Orderic Vitalis el designaria com a pare). Com a dot del casament es va pagar una quantitat important, ja que era part d'una relació diplomàtica, comercial i militar més àmplia entre els aleramici Aleramicis i els normands.
No obstant això, d'acord amb la llei sàlica, seguida pels aleramici (Del Vasto), la terra era propietat (sovint indivisa) només dels fills mascles; Adelàsia no podria portar com a dot terres al Piemont, i això explicaria la llegenda del seu botí. El germà d'Adelàsia, Enric del Vasto, apareix el 1097 en una donació junt a Bonifaci, en favor de la canongia de Ferrania a les terres interiors de Savona, el que demostra que el dret hereditari encara estava en vigor. Una germana es va casar amb Jordà d'Hauteville, fill il·legítim de Roger I, el seu marit.